# Gerard de Vries Lentsch
Gerard de Vries Lentsch (Nieuwendam, 23 de novembro de 1883 — Oegstgeest, 9 de julho de 1973) foi um velejador neerlandês, medalhista olímpico. Ele competiu nos Jogos Olímpicos de Verão de 1928 na classe 8 Metre e conquistou a medalha de prata na disputa realizada a bordo do Hollandia com Johannes van Hoolwerff, Lambertus Doedes, Hendrik Kersken, Cornelis van Staveren e Maarten de Wit.
Havia outros velejadores olímpicos em sua família. Seu irmão Willem de Vries Lentsch conquistou a medalha de bronze na classe Star em 1936, e seu sobrinho Wim de Vries Lentsch competiu nas regatas olímpicas de 1948 e 1952.